# FAMAE SAF-200
 (février 2019).
Si vous disposez d'ouvrages ou d'articles de référence ou si vous connaissez des sites web de qualité traitant du thème abordé ici, merci de compléter l'article en donnant les références utiles à sa vérifiabilité et en les liant à la section « Notes et références ».

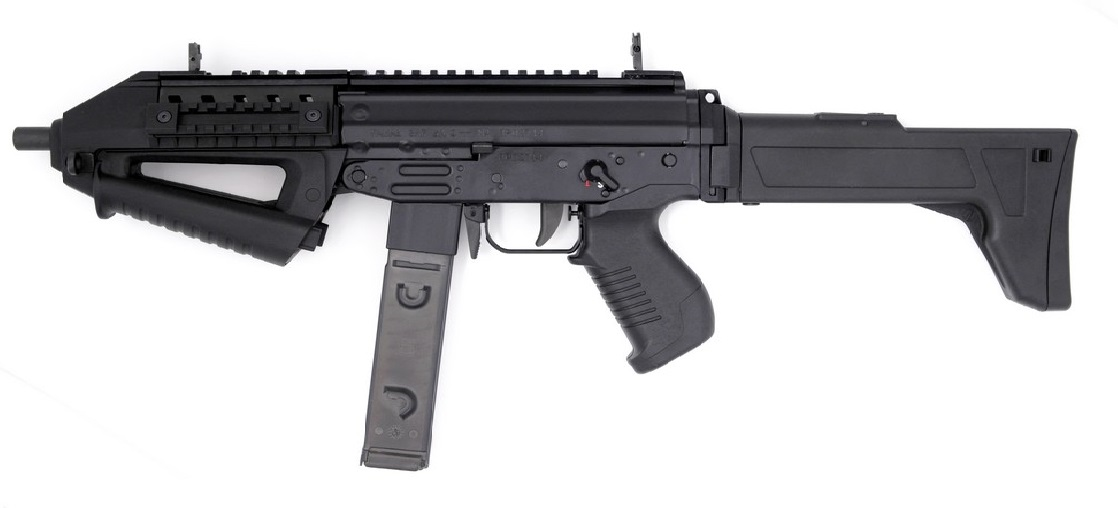
La mitraillette chilienne SAF-200 dispose d'une crosse en polymère et d'un garde-main à rails Picatinny.

 Le pistolet-mitrailleur chilien FAMAE est une version modernisée du FAMAE SAF.